# Čedomir Bumbić
Čedomir Bumbić (* 8. September 1999 in Wien) ist ein österreichisch-bosnischer Fußballspieler.

## Karriere
Bumbić begann seine Karriere beim SV Srbija 08. 2011 wechselte er zum SC Kaiserebersdorf. 2014 kam er in die Akademie des FK Austria Wien, in der er fortan sämtliche Altersstufen durchlief.
Zur Saison 2017/18 wechselte er zum Regionalligisten SV Schwechat. Sein Debüt in der Regionalliga gab er im August 2017, als er am ersten Spieltag jener Saison gegen den ASK Ebreichsdorf in der 66. Minute für Aleksandar Palalic eingewechselt wurde. Seinen ersten Treffer für Schwechat erzielte er im selben Monat bei einer 3:1-Niederlage gegen den SKU Amstetten.
Zur Saison 2018/19 wechselte Bumbić zum Zweitligisten SC Wiener Neustadt. Im August 2018 debütierte er in der 2. Liga, als er am fünften Spieltag jener Saison gegen die Zweitmannschaft des FC Wacker Innsbruck in der 90. Minute für Filip Faletar ins Spiel gebracht wurde. Mit Wiener Neustadt musste er zu Saisonende zwangsweise in die Regionalliga absteigen. Daraufhin war Bumbić jedoch der einzige Spieler, der dem Verein erhalten blieb. Im Jänner 2020 verließ er Wiener Neustadt. Nach einem halben Jahr ohne Verein wechselte er zur Saison 2020/21 zum viertklassigen First Vienna FC. Mit der Vienna stieg er zu Saisonende in die Regionalliga auf und schaffte dann in der Saison 2021/22 auch den Durchmarsch mit den Wienern in die 2. Liga. Für die Vienna kam er zu 84 Zweitligaeinsätzen.
Zur Saison 2025/26 wechselte er nach Slowenien zum NK Maribor.